# Keti Shitrit
Katrin Shitrit-Peretz (Casablanca, 22 de enero de 1960) es una política de Israel. Actualmente se desempeña como miembro de la Knéset por el Likud.

## Biografía
Katrin Peretz nació en Casablanca, Marruecos, en una familia judía sefardí. Su familia emigró a Israel en 1962 cuando ella era una bebé de dieciocho meses, inicialmente viviendo en una ma'abara en Lod. Se unió al movimiento juvenil de Betar y estudió una licenciatura en ciencias políticas y una maestría en administración pública en la Universidad de Bar-Ilan, y también obtuvo un certificado de formación docente en Beit Berl Academic College. Trabajó en escuelas en Beit Shemesh y Dimona y estableció una escuela de danza moderna en Kfar Saba. También encabezó la oficina del alcalde de Beit Shemesh, Daniel Vaknin, entre 1993 y 2008, antes de desempeñarse como directora financiera de la ciudad de 2008 a 2010, durante la cual también enseñó en la Universidad Bar-Ilan y la Facultad de Estudios Académicos de Gestión.
Shitrit, activista del Likud desde hace mucho tiempo, dirigió las oficinas de los diputados del Likud Gideon Sa'ar e Yisrael Katz, antes de convertirse en estratega del alcalde de Jerusalén, Nir Barkat. Fue colocada en el trigésimo primer lugar en la lista del Likud para las elecciones de la Knesset de 2009, pero no pudo ganar un escaño porque el Likud ganó 27 escaños. Fue trigésimo octavo en la lista conjunta del Likud Yisrael Beiteinu para las elecciones de 2013, pero la alianza ganó solo 31 escaños. Al año siguiente, se vio obligada a renunciar a su lugar en la lista (lo que le habría permitido ingresar a la Knesset como reemplazo de un diputado que renunciaba) ya que trabajaba para Katz en el Ministerio de Transporte. Entre 2016 y 2019, se desempeñó como asesora del alcalde de Jerusalén, Nir Barkat. Antes de las elecciones de abril de 2019, obtuvo el trigésimo lugar en la lista del Likud, y fue elegida para la Knesset cuando el partido obtuvo 35 escaños. Posteriormente, fue reelegida en las elecciones anticipadas de septiembre del mismo año.